# 放浪フリーク
『放浪フリーク』（ほうろうフリーク）は、GRAPEVINEの18枚目のシングルである。2005年9月21日発売。

## 解説
- 3か月連続リリースの第3弾。アルバム『déraciné』からのリカットシングル。アルバムからのシングルカットはこれが初である。
- 西川がシングル曲の作曲を手がけたのは6枚目の「羽根」以来、約6年振りである。

## 収録曲
1. 放浪フリーク（作詞:田中和将/作曲:西川弘剛）
アルバムとは別のmixで収録されている。
2. ポリゴンのクライスト（作詞:田中和将/作曲:亀井亨）
新曲。